# Kummelisaari (ö i Södra Savolax, Nyslott, lat 62,49, long 28,68)
Kummelisaari är en ö i Finland. Den ligger i sjön Kermajärvi och i kommunen Heinävesi i den ekonomiska regionen  Nyslotts ekonomiska region  och landskapet Södra Savolax, i den sydöstra delen av landet, 300 km nordost om huvudstaden Helsingfors. Öns area är 0,9 hektar och dess största längd är 250 meter i öst-västlig riktning.